# Phylica thodei
Phylica thodei är en brakvedsväxtart som beskrevs av Henry Phillips. Phylica thodei ingår i släktet Phylica och familjen brakvedsväxter. Inga underarter finns listade i Catalogue of Life.